# Pointe-à-Pitre

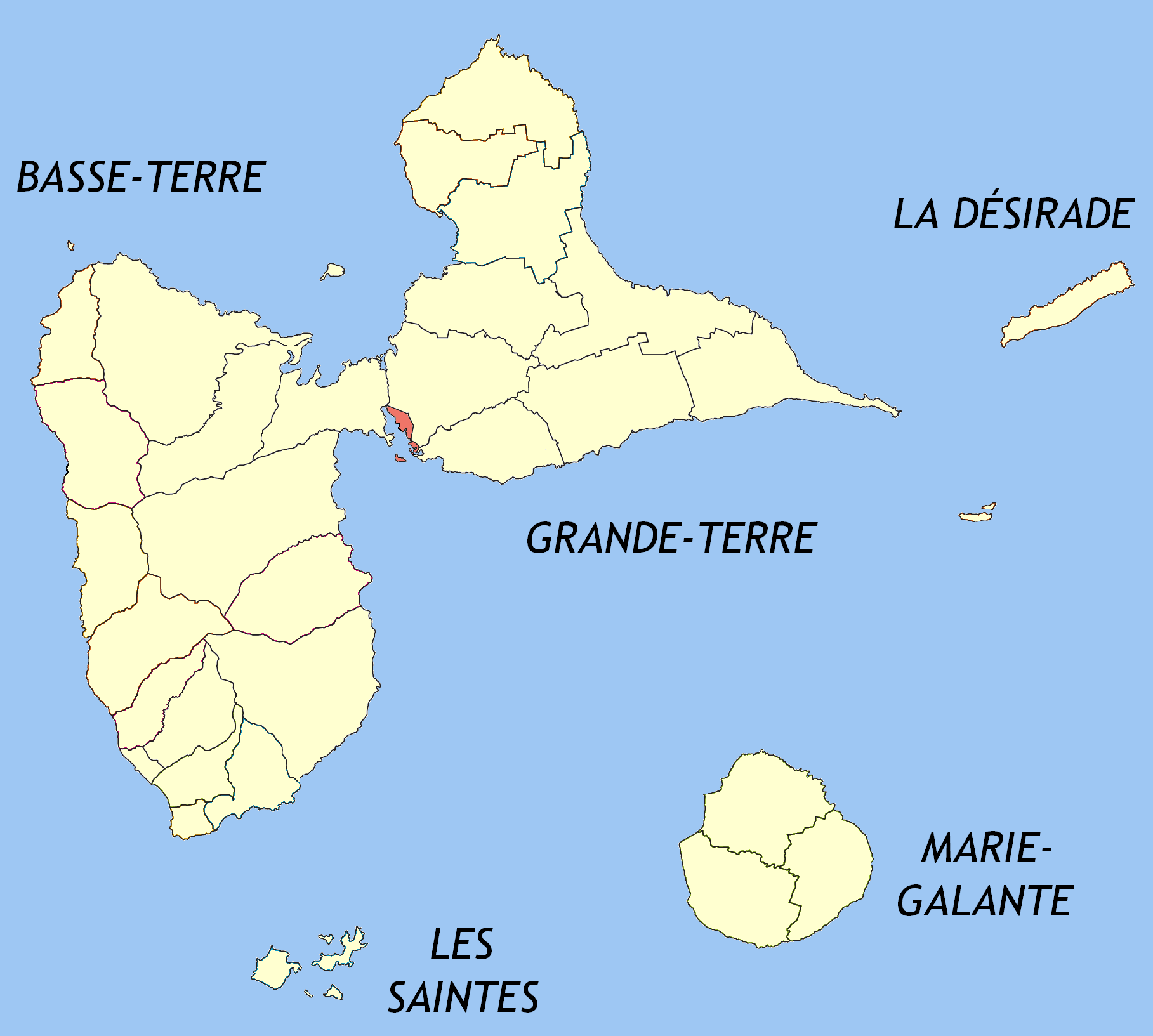
Panoràmica de Pointe-à-Pitre

Pointe-à-Pitre (en crioll antillà: Pwentapit), coneguda popularment com a La Pwent (en francès: La Pointe), és la ciutat més important de l'arxipèlag de Guadalupe, situada a l'illa de Grande-Terre (part de la doble illa de Guadalupe (Gwadlup), a la badia Petit Cul-de-Sac-Marin i a una banda del petit estret que la separa de l'illa de Basse-Terre en el que sembla a primera ullada un istme.
És la capital del Districte de Pointe-à-Pitre, i està dividida en 3 cantons (Cantó de Pointe-à-Pitre-1, etc.).
Disposa del principal port de l'illa, de l'aeroport internacional de Raizet, i és el principal centre comercial. Limita amb els municipis de Les Abymes, Baie-Mahault i Le Gosier, amb els quals forma una aglomeració urbana.

## Etimologia
Hi han dues teories de l'etimologia del nom. Segons una, el nom prové de la "punta d'en Peter", nom del pescador holandès que es va establir al peu del fort Louis per obrir un negoci amb els mariners i pescadors.
Una altra teoria, la més probable, apunta a que pitre seria derivat del mot en castellà (pitera) per designar una planta comuna allí, l'atzavara en català, també coneguda en català com a agave, donarda, pita, pitalassa o pitera (Agave americana L).

## Divisions administratives; Demografia
El municipi està dividit en 3 cantons (Cantó de Pointe-à-Pitre-1, etc.)
La concentració urbana agrupa 4 comunes (municipis): Le Gosier, Les Abymes, Pointe-à-Pitre i Baie-Mahault, que comprèn el 33% de la població de l'illa.
| Evolution 1961 - 2006 | Evolution 1961 - 2006 | Evolution 1961 - 2006 | Evolution 1961 - 2006 |
| --------------------- | --------------------- | --------------------- | --------------------- |
| Anny                  | Total Comuna          | Total Aglomeració     | Percentatge (%)       |
| 1961                  | 27 966                | 76 200                | 36,70                 |
| 1967                  | 29 522                | 89 856                | 32,85                 |
| 1974                  | 23 889                | 99 748                | 23,95                 |
| 1982                  | 25 310                | 107 331               | 23,58                 |
| 1990                  | 26 029                | 124 358               | 20,93                 |
| 1999                  | 20 948                | 132 751               | 15,78                 |
| 2006                  | 17 541                | 132 870               | 13,20                 |

## Administració
| Període                                  | Identitat      | Partit | Qualitat |
| ---------------------------------------- | -------------- | ------ | -------- |
| 1965-2008                                | Henri Bangou   | PPDG   |          |
| 2004-                                    | Jacques Bangou | PPDG   |          |
| Les dades anteriors no són pas conegudes |                |        |          |

## Galeria d'imatges

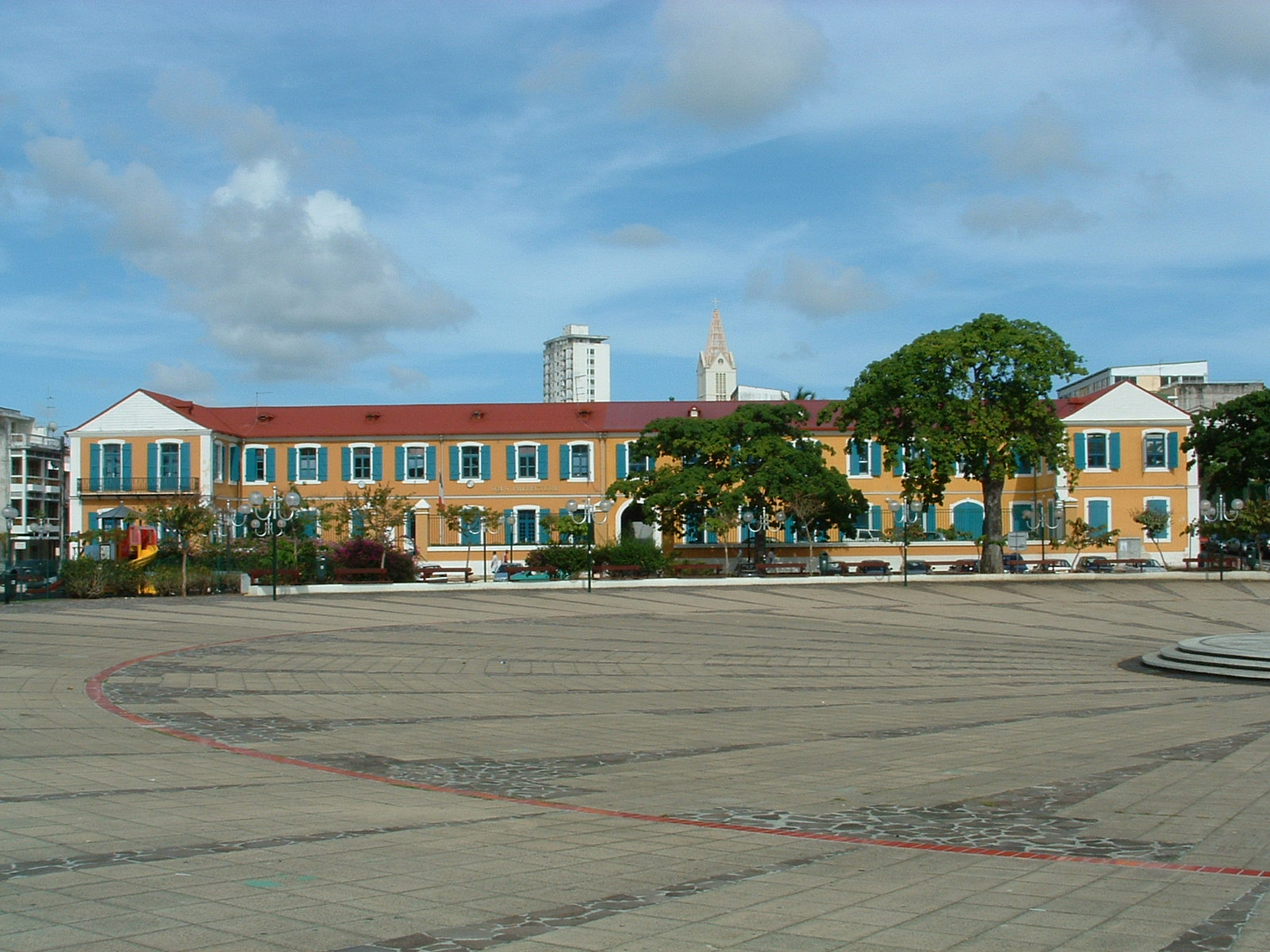
Sotsprefectura

## Personatges il·Lustres
- Lilian Thuram, futbolista
- Saint-John Perse, poeta i diplomàric, Premi Nobel de Literatura de 1960.